# Сууре-Яані (волость, 1992)
Су́уре-Я́ані (ест. Suure-Jaani vald) — волость в Естонії, одиниця самоврядування у повіті Вільяндімаа з 13 лютого 1992 до 1 листопада 2005 року.

## Населені пункти
На території волості розташовувалися 25 сіл (küla):
Ар'яді (Arjadi), Вигмассааре (Võhmassaare), Виллі (Võlli), Вігі (Vihi), Енґі (Ängi), Епра (Epra), Кабіла (Kabila), Кар'ясоо (Karjasoo), Керіта (Kerita), Кийдама (Kõidama), Кібару (Kibaru), Коотсі (Kootsi), Лагмузе (Lahmuse), Лигавере (Lõhavere), Мунсі (Munsi), Навесті (Navesti), Нуутре (Nuutre), Пиг'яка (Põhjaka), Пяракюла (Päraküla), Рееґолді (Reegoldi), Ряека (Rääka), Сюрґавере (Sürgavere), Таевере (Taevere), Тяллевере (Tällevere), Ялевере (Jälevere).

## Історія
13 лютого 1992 року Сууре-Яаніська сільська рада була перетворена у волость зі статусом самоврядування.
16 червня 2005 року Уряд Естонії постановою № 142 затвердив утворення нової адміністративної одиниці шляхом об'єднання міського самоврядування Сууре-Яані та волостей Сууре-Яані, Олуствере і Вастемийза, визначивши назву нового муніципалітету як волость Сууре-Яані. Зміни в адміністративно-територіальному устрої, відповідно до постанови, набрали чинності 1 листопада 2005 року після оголошення результатів виборів до волосної ради нового самоврядування.